# Římskokatolická farnost Přísečnice
Římskokatolická farnost Přísečnice (německy Pressnitz) je zaniklé územní společenství římských katolíků v Přísečnici a okolí.

## O farnosti
První písemná zpráva o Přísečnici je z roku 1335. Farní kostel sv. Kryštofa byl vystavěn v letech 1829–1832 v empírovém stylu. Od roku 1655 patřila místní farnost do diecéze litoměřické. V roce 1974 bylo celé městečko zbořeno v rámci výstavby vodní nádrže. Po roce 1993 byla stále ještě úředně existující farnost přivtělena k nově zřízené diecézi plzeňské. V dubnu roku 2003 byla v rámci slučování obtížně fungujících farností administrativně zrušena a Přísečnice se stala filiálkou farnosti Vejprty. Vejprtská farnost byla k 1. lednu 2013 na základě dekretu Kongregace pro biskupy opětovně začleněna (se všemi farnostmi, které afilovala) do litoměřické diecéze.

### Duchovní správcové vedoucí farnost
Začátek působnosti jmenovaného v duchovní správě farnosti od roku:
- 1625   Nicolaus Georgi
- 1629   Joannes Büttner von Glüchein
- 1635   Ferdinandus Antonius Weyhuber
- 1641   Q. Lehman
- Sebastianus Kissweter
- 1649   Melchior Hauptmann
- 1655   Georgius Weber
- 1657   Henricus Hesse
- 1663   Martinus Maxim. Cuber von Cuberstein
- 1664   Adalbertus Bürgl
- 1665   Georgius Reichmann
- 1684   Joannes Anton. Capsaeus
- 1715   Georgius Berg
- 1753   Joannes Nep. Reichel
- 1758   Franciscus Aschenbrenner
- 1761   Carolus Bárta
- 1762    Franciscus Berger, † 18. 3. 1797
- 1797   Joannes Poeschl
- 1808   Ignat. Wohlrab (O.F.M. Cap. ), † 26. 1. 1812
- 1812   Anton. Schmidbach, n. 12. 5. 1787 Caadanens., o. 6. 11. 1809, † 19. 3. 1848
- 1833   Joann. Pursch, n. 9. 11. 1800 Caadanens., o. 24. 8. 1824, † 8. 3. 1866
- 1866   Anton. Wenschuh, n. 3. 10. 1821 Leipa, o. 26. 7. 1847, † 23. 10. 1877
- 1870   Franc. Scheibert, n. 5. 10. 1816 Kriegern, o. 3. 8. 1840, † 25. 1. 1894
- 1878   Augustin Steiner (farář), n. 27. 5. 1849 Pressnitz, o. 19. 7. 1873, † 23. 4. 1907
- 1907   Car. Putzer, n. 15. 2. 1874 Alt-Glashütte, o. 18. 7. 1897
- 1. 12. 1914  Emil Bist, n. 19. 9. 1881 Königshütte (Sil.), o. 28. 5. 1904, † 15. 4. 1950
- 20. 4. 1949  Herrmann Staepel
- 1. 5.  1953  Jan Kolář
- 1. 8.  1957  Ladislav Cikryt
- 1. 9.  1957  Jan Netík
- 1. 2.  1970  Bohumil Landsmann CSsR
- 15. 11. 1970 Jiří Pavel Pokorný
- 1975 Václav Podolák
- 14. 7. 1977 Adalbert Kováčik
- 1981  Miroslav Cón
- 1. 6. 1993 – 31. 12. 2012 Diecéze plzeňská
- 1993  František Krásenský S.J.
- 1995  Pavel Vodička
- 1. 5. 2001  Šimon Polívka[1]

| Kostel                           | Místo      | Bohoslužba    | Bohoslužba    | Poznámka             |
| -------------------------------- | ---------- | ------------- | ------------- | -------------------- |
| Kostel Panny Marie               | Přísečnice | nelze sloužit | nelze sloužit | zbořený farní kostel |
| Kostel svatého Mikuláše          | Přísečnice | nelze sloužit | nelze sloužit | zbořený kostel       |
| Kaple sv. Františka Serafinského | Dolina     | nelze sloužit | nelze sloužit | zbořená kaple        |